# Erton Fejzullahu
Erton Fejzullahu (Titova Mitrovica, 9 aprile 1988) è un ex calciatore svedese naturalizzato kosovaro, di ruolo attaccante.

## Biografia
Nato a Titova Mitrovica, nell'allora provincia autonoma jugoslava del Kosovo, è cresciuto in Svezia.

## Carriera

### Club
Arrivato in Svezia all'età di tre anni, complici le guerre jugoslave di quel periodo, Fejzullahu si stabilì con la sua famiglia presso la cittadina di Karlshamn, sede dell'Högadals IS, ovvero il club con cui è cresciuto a livello giovanile.
Nel 2005 è stato acquisito dall'FC Copenaghen, ma durante la sua permanenza non ha disputato alcuna partita di campionato con la prima squadra, giocando solamente in squadre riserve o giovanili.
Nel 2007 è tornato in Svezia per giocare, inizialmente in prestito, in seconda serie con il Mjällby, a poche decine di chilometri da casa. Terminata la stagione, il club giallonero ha scelto di acquistarlo a titolo definitivo. Nel campionato 2009, con 13 reti segnate in 14 partite, è stato determinante per il ritorno del Mjällby in Allsvenskan dopo 24 anni di assenza.
Le sue prestazioni hanno attirato le attenzioni di alcuni scout europei, ma ad acquistare il giocatore nel 2009 sono stati gli olandesi del N.E.C. Nijmegen con cui Fejzullahu ha firmato un contratto quadriennale. Al primo anno nei Paesi Bassi è stato spesso titolare, mentre in parte del campionato 2010-2011 è partito dal primo minuto solo in un'occasione.
Nel gennaio 2011 è stato quindi prestato ai danesi del Randers, con cui ha collezionato otto presenze senza segnare gol. Ad agosto è tornato al Mjällby per un nuovo prestito, terminando però l'anno solare 2011 senza reti all'attivo. Il prestito al Mjällby è stato rinnovato anche per il 2012, fintanto che in estate il Djurgården ha acquistato l'attaccante per una cifra pari a 10 milioni di corone. Realizzerà 23 reti in 53 partite di campionato.
Nel luglio del 2014 si è accasato in Cina al Beijing Guoan, inizialmente con la formula del prestito. Al termine della stagione, la formazione asiatica ne ha annunciato l'acquisto a titolo definitivo. In seguito all'arrivo del brasiliano Kléber, inserito in rosa nell'estate del 2015, Fejzullahu non è stato più schierato, arrivando a una risoluzione contrattuale a novembre. Due mesi più tardi ha firmato un nuovo contratto in Cina, questa volta con il Dalian Transcendence. Anche in questo caso però la parentesi si è chiusa in anticipo, visto che le due parti hanno deciso di separarsi nel febbraio 2017 dopo una sola stagione da 7 presenze e 1 gol.
Libero da vincoli contrattuali, in data 28 marzo 2017 ha firmato ufficialmente un contratto annuale con i norvegesi del Sarpsborg 08: ha scelto la maglia numero 44.
Il 21 luglio 2017 ha fatto ritorno in Svezia per giocare nel Kalmar, squadra in cerca di punti salvezza visto il penultimo posto in classifica. La squadra poi è riuscita a salvarsi, e Fejzullahu è rimasto in rosa anche nel corso della stagione 2018, fino alla fine del proprio contratto. A poche giornate dalla fine del campionato, tuttavia, ha espresso la possibilità di lasciare il club da svincolato per proseguire la carriera altrove.
Nel marzo 2019 si è unito ai lituani dello Žalgiris Vilnius con un contratto valido fino al successivo dicembre. La sua ultima partita con i biancoverdi tuttavia l'ha disputata a giugno, quando si è infortunato gravemente al legamento crociato.

### Nazionale
Dopo un paio di presenze con la Svezia Under-17, Fejzullahu ha realizzato 7 reti in 7 presenze con l'Under-21 tra il 2009 e il 2010: quattro di queste sono state segnate il 15 novembre 2009 contro il Kazakistan.
Il suo debutto nella Nazionale svedese maggiore risale al gennaio 2013, in occasione della King's Cup disputata in Thailandia. Il 17 gennaio 2014 ha realizzato una doppietta nell'amichevole contro la Moldavia, terminata 2 a 1.

## Statistiche

### Presenze e reti nei club
Statistiche aggiornate al 1º gennaio 2018.
| Stagione             | Squadra              | Campionato           | Campionato | Campionato | Coppe nazionali | Coppe nazionali | Coppe nazionali | Coppe continentali | Coppe continentali | Coppe continentali | Altre coppe | Altre coppe | Altre coppe | Totale | Totale |
| Stagione             | Squadra              | Comp                 | Pres       | Reti       | Comp            | Pres            | Reti            | Comp               | Pres               | Reti               | Comp        | Pres        | Reti        | Pres   | Reti   |
| -------------------- | -------------------- | -------------------- | ---------- | ---------- | --------------- | --------------- | --------------- | ------------------ | ------------------ | ------------------ | ----------- | ----------- | ----------- | ------ | ------ |
| 2007                 | Mjällby              | S                    | 22         | 5          | CS              | 0               | 0               | -                  | -                  | -                  | -           | -           | -           | 22     | 5      |
| 2008                 | Mjällby              | S                    | 24         | 6          | CS              | 0               | 0               | -                  | -                  | -                  | -           | -           | -           | 24     | 6      |
| 2009                 | Mjällby              | S                    | 14         | 13         | CS              | 3               | 3               | -                  | -                  | -                  | -           | -           | -           | 17     | 16     |
| 2009-2010            | N.E.C.               | ED                   | 29         | 3          | CO              | 4               | 1               | -                  | -                  | -                  | -           | -           | -           | 33     | 4      |
| 2010-gen. 2011       | N.E.C.               | ED                   | 8          | 0          | CO              | 1               | 0               | -                  | -                  | -                  | -           | -           | -           | 9      | 0      |
| Totale N.E.C.        | Totale N.E.C.        | Totale N.E.C.        | 37         | 3          |                 | 5               | 1               |                    | -                  | -                  |             | -           | -           | 42     | 4      |
| gen.-giu. 2011       | Randers              | SL                   | 7          | 0          | CD              | 1               | 0               | -                  | -                  | -                  | -           | -           | -           | 8      | 0      |
| ago.-dic. 2011       | Mjällby              | A                    | 6          | 0          | CS              | 0               | 0               | -                  | -                  | -                  | -           | -           | -           | 6      | 0      |
| 2012                 | Mjällby              | A                    | 15         | 6          | CS              | 0               | 0               | -                  | -                  | -                  | -           | -           | -           | 15     | 6      |
| Totale Mjällby       | Totale Mjällby       | Totale Mjällby       | 81         | 30         |                 | 3               | 3               |                    | -                  | -                  |             | -           | -           | 84     | 33     |
| ago.-dic. 2012       | Djurgården           | A                    | 13         | 7          | CS              | 1               | 2               | -                  | -                  | -                  | -           | -           | -           | 14     | 9      |
| 2013                 | Djurgården           | A                    | 27         | 7          | CS              | 7               | 6               | -                  | -                  | -                  | -           | -           | -           | 34     | 13     |
| 2014                 | Djurgården           | A                    | 13         | 9          | CS              | 3               | 2               | -                  | -                  | -                  | -           | -           | -           | 16     | 11     |
| Totale Djurgården    | Totale Djurgården    | Totale Djurgården    | 53         | 23         |                 | 11              | 10              |                    | -                  | -                  |             | -           | -           | 64     | 33     |
| lug.-dic. 2014       | Beijing Guoan        | SL                   | 14         | 7          | CC              | 1               | 1               | -                  | -                  | -                  | -           | -           | -           | 15     | 8      |
| 2015                 | Beijing Guoan        | SL                   | 17         | 5          | CC              | 2               | 1               | ACF                | 6                  | 0                  | -           | -           | -           | 25     | 6      |
| Totale Beijing Guoan | Totale Beijing Guoan | Totale Beijing Guoan | 31         | 12         |                 | 3               | 2               |                    | 6                  | 0                  |             | -           | -           | 40     | 14     |
| 2016                 | Dalian Transc.       | L1                   | 7          | 1          | CC              | ?               | ?               | -                  | -                  | -                  | -           | -           | -           | 7+     | 1+     |
| mar.-lug. 2017       | Sarpsborg 08         | ES                   | 12         | 2          | CN              | 3               | 4               | -                  | -                  | -                  | -           | -           | -           | 15     | 6      |
| lug.-dic. 2017       | Kalmar               | A                    | 14         | 1          | CS              | 0               | 0               | -                  | -                  | -                  | -           | -           | -           | 14     | 1      |
| Totale carriera      | Totale carriera      | Totale carriera      | 242        | 72         |                 | 26+             | 20+             |                    | 6                  | 0                  |             | -           | -           | 274+   | 92+    |

### Cronologia presenze e reti in nazionale

#### Svezia
| Cronologia completa delle presenze e delle reti in nazionale ― Svezia | Cronologia completa delle presenze e delle reti in nazionale ― Svezia | Cronologia completa delle presenze e delle reti in nazionale ― Svezia | Cronologia completa delle presenze e delle reti in nazionale ― Svezia | Cronologia completa delle presenze e delle reti in nazionale ― Svezia | Cronologia completa delle presenze e delle reti in nazionale ― Svezia | Cronologia completa delle presenze e delle reti in nazionale ― Svezia | Cronologia completa delle presenze e delle reti in nazionale ― Svezia |
| Data                                                                  | Città                                                                 | In casa                                                               | Risultato                                                             | Ospiti                                                                | Competizione                                                          | Reti                                                                  | Note                                                                  |
| --------------------------------------------------------------------- | --------------------------------------------------------------------- | --------------------------------------------------------------------- | --------------------------------------------------------------------- | --------------------------------------------------------------------- | --------------------------------------------------------------------- | --------------------------------------------------------------------- | --------------------------------------------------------------------- |
| 23-1-2013                                                             | Chiang Mai                                                            | Corea del Nord                                                        | 1 – 1                                                                 | Svezia                                                                | King's Cup                                                            | 1                                                                     | 64’                                                                   |
| 26-1-2013                                                             | Chiang Mai                                                            | Finlandia                                                             | 0 – 3                                                                 | Svezia                                                                | King's Cup                                                            | -                                                                     | 41’                                                                   |
| 26-3-2013                                                             | Žilina                                                                | Slovacchia                                                            | 0 – 0                                                                 | Svezia                                                                | Amichevole                                                            | -                                                                     | 62’                                                                   |
| 17-1-2014                                                             | Abu Dhabi                                                             | Moldavia                                                              | 1 – 2                                                                 | Svezia                                                                | Amichevole                                                            | 2                                                                     | 71’                                                                   |
| 21-1-2014                                                             | Abu Dhabi                                                             | Islanda                                                               | 0 – 2                                                                 | Svezia                                                                | Amichevole                                                            | -                                                                     |                                                                       |
| Totale                                                                |                                                                       | Presenze                                                              | 5                                                                     |                                                                       | Reti                                                                  | 3                                                                     |                                                                       |

#### Kosovo
| Cronologia completa delle presenze e delle reti in nazionale ― Kosovo | Cronologia completa delle presenze e delle reti in nazionale ― Kosovo | Cronologia completa delle presenze e delle reti in nazionale ― Kosovo | Cronologia completa delle presenze e delle reti in nazionale ― Kosovo | Cronologia completa delle presenze e delle reti in nazionale ― Kosovo | Cronologia completa delle presenze e delle reti in nazionale ― Kosovo | Cronologia completa delle presenze e delle reti in nazionale ― Kosovo | Cronologia completa delle presenze e delle reti in nazionale ― Kosovo |
| Data                                                                  | Città                                                                 | In casa                                                               | Risultato                                                             | Ospiti                                                                | Competizione                                                          | Reti                                                                  | Note                                                                  |
| --------------------------------------------------------------------- | --------------------------------------------------------------------- | --------------------------------------------------------------------- | --------------------------------------------------------------------- | --------------------------------------------------------------------- | --------------------------------------------------------------------- | --------------------------------------------------------------------- | --------------------------------------------------------------------- |
| 2-9-2017                                                              | Zagabria                                                              | Croazia                                                               | 1 – 0                                                                 | Kosovo                                                                | Qual. Mondiali 2018                                                   | -                                                                     | 67’                                                                   |
| Totale                                                                |                                                                       | Presenze                                                              | 1                                                                     |                                                                       | Reti                                                                  | 0                                                                     |                                                                       |

## Palmarès

### Club

#### Competizioni nazionali
- Campionato danese: 2

Copenhagen: 2005-2006, 2006-2007
- Superettan: 1

Mjällby: 2009

#### Competizioni internazionali
- Royal League: 1

Copenhagen: 2005-2006